# Alpy Bawarskie
Alpy Bawarskie (niem. Bayerische Alpen) – pasmo górskie w łańcuchu Północnych Alp Wapiennych. Rzeka Lech dzieli je na Alpy Algawskie na zachodzie, rzeka Loisach – na Alpy Berchtesgadeńskie na wschodzie. Administracyjnie Alpy Bawarskie leżą w Niemczech, w kraju związkowym Bawaria. Dzielą się na wiele pomniejszych pasm, spośród których najwyższe to Wettersteingebirge ze szczytem Zugspitze (2962 m n.p.m.).
Podgrupy Alp Bawarskich:
- Wettersteingebirge (Zugspitze, 2962 m n.p.m.),
- Alpy Algawskie (Großer Krottenkopf, 2656 m n.p.m.),
- Ammergauer Alpen,
- Chiemgauer Alpen,
- Alpy Berchtesgadeńskie,
- Karwendel,
- Las Bregencki,
- Bayerische Voralpen,
- Lechquellengebirge.